# Мацияускас, Иван Иванович
Иван Иванович Мацияускас — советский военный, государственный и политический деятель, генерал-майор.

## Биография
Родился в Обяляе в 1900 году. Член ВКП(б).
С 1919 года — на хозяйственной, общественной и политической работе. В 1919 году осуждён литовскими властями на 10 лет за антигосударственную деятельность. В 1921 году в результате обмена заключенными с Советской Россией вышел на свободу. Участник Гражданской войны, на политической работе в Красной Армии, заместитель начальника политуправления Челябинского лётного училища, репрессирован, освобождён, начальник Политуправления 29-го стрелкового корпуса, военком, заместитель начальника Политуправления 16-й стрелковой дивизии, начальник Политуправления военного комиссариата Литовской ССР, военком Литовской ССР, в Совете Министров, председатель Совета ветеранов войны и труда в Вильнюсе.
Избирался депутатом Совета Национальностей Верховного Совета СССР 2-го и 4-го созывов, Совета Союза Верховного Совета СССР 3-го созыва.
Умер в 1981 году в Вильнюсе.

## Награды
- Два ордена Ленина
- Орден Октябрьской Революции (11.07.1980)[1]
- Два ордена Отечественной войны I степени
- Три ордена Красного Знамени
- Орден Красной Звезды
- Медали СССР